# نيفيل سميث
نيفيل سميث (بالإنجليزية: Neville Smith)‏ هو كاتب سيناريو وممثل بريطاني، ولد في 1940 بليفربول في المملكة المتحدة.

## وصلات خارجية
- نيفيل سميث على موقع IMDb (الإنجليزية)
- نيفيل سميث على موقع ألو سيني (الفرنسية)
- نيفيل سميث على موقع أول موفي (الإنجليزية)
- نيفيل سميث على موقع قاعدة بيانات الأفلام السويدية (السويدية)
- نيفيل سميث على موقع قاعدة بيانات الفيلم (الإنجليزية)
- نيفيل سميث على موقع كينوبويسك (الروسية)